# Schwarzgold
Schwarzgold (* 1937; † 1950) war ein Rennpferd der Rasse Englisches Vollblut. Die Stute wurde auf dem Gestüt Schlenderhan gezogen. Schwarzgold war eine Dark-Ronald-Inzucht. Sowohl ihr Vater Alchimist als auch der Vater ihrer Mutter Schwarzliesel, Oleander, waren Enkel von Dark Ronald in direkter väterlicher Linie.

## Rennlaufbahn
Der Rennrekord von Schwarzgold lautet: 
- 2- bis 3-jährig 12 Starts – 9 Siege – 2 zweite Plätze
- Gewinnsumme: 182.900 Reichsmark

Sie unterlag jeweils bei ihren Jahresdebüts (zweijährig gegen Truxa, dreijährig gegen Newa im klassischen Henckel-Rennen – heute Mehl-Mülhens-Rennen – German 2000 Guineas – als sie das einzige Mal völlig aus der Platzierung war) und nochmals zweijährig im Ratibor-Rennen. Alle ihre Siege gestaltete sie aber überlegen – und begründete damit ihren Ruf als Wunderstute und Galoppiermaschine. Nach der überraschenden Niederlage im Henckel-Rennen wurde sie stets zur Startstelle geführt, weil sie beim Aufgalopp vor dem Rennen schwer zu halten war, wenn sie die Rennbahn betrat.
Als Dreijährige gewann sie das klassische Kisasszony-Rennen, das ab dem Folgejahr für viele Jahre nach ihr Schwarzgold-Rennen benannt wurde, mit 6 Längen, den Preis der Diana mit Weile (mehr als 10 Längen), das Deutsche Derby mit 10 Längen, das Oleander-Rennen mit Weile, und den Großen Preis der Reichshauptstadt wiederum mit Weile. Obwohl sie das Derby nicht in Rekordzeit gewann, so benötigte sie an diesem Tag über 2.400 m weniger als die doppelte Zeit als der Sieger eines guten Rennens über 1.200 m – ebenfalls ein einmaliges Ereignis auf deutschen Galopprennbahnen. Vor dem Großen Preis der Reichshauptstadt hatte sich der zuständige Zielrichter bei der Obersten Behörde (für den Rennsport) die Sondererlaubnis erbeten, gegebenenfalls abweichend von der Rennordnung den Richterspruch verhalten geben zu dürfen, was er dann tatsächlich tun konnte, als Schwarzgold fast im Schritt, aber weit vor den Konkurrenten die Ziellinie passierte.
Aufgrund des Krieges konnte sie wie schon Ticino nicht international geprüft werden, zumal ihr Start im Braunen Band mit Waffengewalt durch die SS verhindert wurde – ein einzigartiges Vorkommnis in der deutschen Rennsportgeschichte. Dennoch erhielt sie ein GAG (Generalausgleichsgewicht) von 113,5 kg – das höchste, das in Deutschland jemals vergeben wurde. Ebenso wurde durch den Krieg ein Start im berühmten Prix de l’Arc de Triomphe, auf der französischen Paraderennbahn von Paris Longchamp, verhindert.
Ihr Trainer George Arnull hatte nach eigenen Worten „den Alten (gemeint war Oleander) zu lieb“, um ihn unter Schwarzgold einzuschätzen, gab damit aber indirekt zu, dass Schwarzgold wohl doch das bessere Pferd war.

## Zuchtlaufbahn
Schwarzgolds Zuchtlaufbahn verlief zunächst enttäuschend, sie musste schon mit 13 Jahren wegen einer unheilbaren Krankheit eingeschläfert werden und hatte bis dahin nur zwei Töchter geboren. Heute gilt sie als Begründerin der Schwarzgold-Familie, tatsächlich stammen aber alle heute lebenden Nachkommen von ihrer Tochter Schwarzblaurot ab, so dass diese als eigentliche Familiengründerin zu betrachten ist. Schwarzblaurot (geb. 1947) gehörte immerhin zu den guten Stuten des Jahrgangs mit einem dritten Platz im Preis des Winterfavoriten und einem zweiten Platz im Deutschen Stutenpreis. Von der Klasse ihrer Mutter war sie aber weit entfernt. Andererseits könnte man auch Schwarzgolds Großmutter Schwarze Kutte als die eigentliche Familienbegründerin nennen, denn mit Schwarzdrossel brachte sie eine weitere Stute, deren Nachkommen heute in Deutschland gute bis sehr gute Rennpferde liefern. 
Zur Blüte kam diese Familie Mitte der 1960er Jahre, als Schönbrunn beide klassischen Rennen für Stuten in Deutschland gewann und in weiteren Rennen in Frankreich erfolgreich war. Im Besitz des Pariser Kunsthändlers Daniel Wildenstein wurde sie Mutter von Sagace,  einem Sieger im Prix de l’Arc de Triomphe und einiger anderer Gruppe-1-Rennen. Sayonara, eine andere Urenkelin der Schwarzgold, wurde im Besitz von Lord Howard de Walden Mutter von Slip Anchor, der das englische Derby 1985 im Stil seiner Ahnin ungefährdet von Start bis Ziel führend und völlig überlegen mit sieben Längen gewann (gegen Law Society, der später Deckhengst im Gestüt Isarland bei München wurde).
Heute sind die Nachfahren der Schwarzgold auf der ganzen Welt verteilt und stellen in fast jedem Land, in dem Galopprennsport betrieben wird, große Sieger. Beispielsweise Manhattan Cafe und Biwa Heidi in Japan, Zagreb als US-Amerikaner mit einem Sieg im Irischen Derby, Steinlen aus englischer Zucht mit einem Sieg in der Arlington Million von Chicago, Upsetthym in Australien etc. In Deutschland ist die Familie noch im Heimatgestüt von Schwarzgold, dem Gestüt Schlenderhan, vertreten. Über Saite (1978 von Marduk) ist ein weiterer Zweig im westfälischen Gestüt Wittekindshof sehr erfolgreich aktiv.
2009 feierten die Nachkommen der Schwarzgold wieder große Erfolge. In Japan gewann Buena Vista, eine Urenkelin der Santa Luciana, die beiden japanischen Stutenklassiker und in Frankreich siegte mit Stacelita eine Tochter der Soignee im Prix de Diane, den französischen Oaks. Damit siegte auch erstmals ein Nachkomme von Monsun in einem klassischen Rennen des Nachbarlandes. Beide Pferde gehen in der Stutenlinie auf Schwarzgold zurück.